# Zariema Kasajewa
Zariema Abukarowna Kasajewa (ros. Зарема Абукаровна Касаева, ur. 25 lutego 1987 w Czermieni) – rosyjska sztangistka. Brązowa medalistka olimpijska z Aten.
Zawody w 2004 były jej jedynymi igrzyskami olimpijskimi. Po medal sięgnęła w kategorii wagowej do 69 kilogramów, z wynikiem 262,5 kilograma. Zdobyła dwa medale mistrzostw świata, w 2005 złoto, w 2006 brąz. Na mistrzostwach Europy triumfowała w 2005 i była trzecia w 2003.